# Sankt Alexander Nevskij-orden
Sakt Alexander Nevskij-orden (ryska: орден Святого Александра Невского, orden Svjatogo Aleksandra Nevskogo) var en militärorden i det Ryska imperiet uppkallad efter den ryska nationalhjälten Alexander Nevskij.
Orden planerades redan av Peter den store, men han avled innan han hann grunda den. Orden instiftades i stället av Katarina I den 1 juni 1725. För första gången delades utmärkelsen ut till Katarinas dotter Anna Petrovna som gifte sig med hertig Karl Fredrik av Holstein-Gottorp. Dock orden avskaffades officiellt år 1917 har familjen Romanov fortsatte att dela ut den. År 1942 grundades det en annan orden med nästan samma namn i Sovjetunionen: Alexander Nevskijorden. Den är inte Sankt Alexander Nevskij-ordens efterträdare.
I Ryska imperiet delades utmärkelsen ut för meriterade civila och militära. Sedan 1844 delades orden också ut till icke-kristna, men deras tecken hade en dubbelörn istället för sankta Nevskijs porträtt. Elva år efter detta började utmärkelsen delas också med svärd. Orden var den tredje högsta i Ryssland.
Ordens band var rött:
- ordens band